# Чурилова Ніна Олексіївна
Ніна Олексіївна Чурилова (нар. 4 листопада 1936, Краснодар, РРФСР, СРСР) — радянська та українська художниця-мультиплікаторка. Членкиня Національної спілки кінематографістів України.

## Біографія
Закінчила курси при студії «Союзмультфільм» (1961).
Працювала на кіностудії «Київнаукфільм» у Творчому об'єднанні художньої мультиплікації, згодом — на студії «Укранімафільм».

## Фільмографія
Брала участь у створенні стрічок:
- «Життя навпіл» (1965)
- «Зелена кнопка» (1965)
- «Маруся Богуславка» (1966)
- «Ведмедик і той, що живе в річці» (1966)
- «Пісенька в лісі» (1967)
- «Розпатланий горобець» (1967)
- «Тяв і Гав» (1967)
- «Колумб пристає до берега» (1967)
- «Людина, що вміла літати» (1968)
- «Музичні малюнки» (1968)
- «Людина, яка вміла робити дива» (1969)
- «Пригоди козака Енея» (1969)
- «Хлопчик і хмаринка» (1970)
- «Некмітливий горобець» (1970)
- «Як козаки у футбол грали» (1970)
- «Чарівник Ох» (1971)
- «Сказання про Ігорів похід» (1972)
- «Братик Кролик та братик Лис» (1972)
- «Парасолька на полюванні» (1973)
- «Зайченя заблукало» (1973)
- «Таємниця країни суниць» (1973)
- «Чому у ялинки колючі голочки» (1973)
- «Кіт Базиліо і мишеня Пік» (1974)
- «Хлопчик з вуздечкою» (1974)
- «Пригоди малюка Гіпопо» (1974)
- «Казка про білу крижинку» (1974)
- «Парасолька і автомобіль» (1975)
- «Історія з одиницею» (1975)
- «Салют» (1975)
- «Як годували ведмежа» (1976)
- «Казка про жадібність» (1976)
- «Парасолька стає дружинником» (1976)
- «Справа доручається детективу Тедді. Справа №001: Бурий та Білий» (1976)
- «Як песик і кошеня мили підлогу» (1977)
- «Лисичка з качалкою» (1977)
- «Пригоди коваля Вакули» (1977)
- «Тяп-ляп» (1977)
- «Як козаки олімпійцями стали» (1978)
- «Як козаки мушкетерам допомагали» (1979)
- «Грицькові книжки» (1979)
- «Золоторогий олень» (1979)
- «Золота липа» (1980)
- «Капітошка» (1980)
- «Парасолька в цирку» (1980)
- «Партизанська снігуронька» (1981)
- «Сімейний марафон» (1981)
- «Аліса в Країні чудес» (1981)
- «Аліса в Задзеркаллі» (1982)
- «Мишенята-малюки» (1982)
- «Дерево і кішка» (1983)
- «Жили-були думки...» (1983)
- «Про мишеня, яке хотіло стати сильним» (1983)
- «Про всіх на світі» (1984)
- «Як козаки на весіллі гуляли» (1984)
- «Відчайдушний кіт Васька» (1985)
- «Сонечко і снігові чоловічки» (1985)
- «Як ведмедик і їжачок міняли небо» (1985)
- «Працьовита старенька» (1986)
- «Різнокольорова історія» (1986)
- «Справа доручається детективу Тедді. Космічна загадка» (1986)
- «Як козаки інопланетян зустрічали» (1987)
- «Друзі мої, де ви?» (1987)
- «Пісочний годинник» (1987)
- «Де ти, мій коню?..» (1988)
- «Неслухняна мама» (1989)
- «Три Паньки» (1989)
- «Три Паньки хазяйнують» (1990)
- «Горщик-сміхотун» (1990)
- «Три Паньки на ярмарку» (1991)
- «Енеїда» (1991)
- «Богданчик і барабан» (1992)
- «Команда DIG. Викрадення століття» (1995)
- «Війна яблук та гусені» (2004)

Режисерка-постановниця:
- «Команда DIG. Печера жахів» (1993, реж. О. Вікен) — співрежисерка
- «Команда DIG. Скіпетр фараона» (1994, реж. О. Вікен) — співрежисерка
- Safary/«Сафарі» (1996, за сцен. С. Лещенка) — режисерка-постановниця